# من أجل الحياة (فلم)
من أجل الحياة هو فيلم مصري 1977 من إخراج أحمد ثروت بطولة رشدي أباظة، شويكار، عبدالمنعم إبراهيم ، زهرة العلا ، توفيق الدقن، و‌عبدالوارث عسر.

## قصة الفيلم
يفقد الطفلان (أسامة) و(لمياء) والديهما في إحدى غارات النكسة، ويقعان في أيدي المعلم (شلاطة) الذي يحاول استغلالهما في أعمال التسول من خلال تحويلهما إلي أصحاب عاهات. يهرب الطفلان، ويجدهما عم (حسن) الطيب الذي يساعدهما في الوصول إلى أسرتهما.

## طاقم البطولة
- رشدي أباظة قام بدور (مدحت)
- شويكار قامت بدور (ناهد)
- أسامة منيب قام بدور (أسامة - طفل)
- لمياء علوي قامت بدور (لمياء - طفلة)
- عبد المنعم إبراهيم قامت بدور (شوكت)
- زهرة العلا قامت بدور (روحيّة)
- توفيق الدقن قام بدور (المعلم شلاطة)
- عبد الوارث عسر
- نبيلة السيد
- محسن محيي الدين في دور (عاطف)
- كوثر العسال في دور (سلوى)
- وحيد سيف في دور (هتلر)
- إبراهيم سعفان

## وصلات خارجية
- مقالات تستعمل روابط فنية بلا صلة مع ويكي بيانات
- من أجل الحياة على موقع الدهليز